# Frédéric François Guillaume de Vaudoncourt
Il barone Frédéric François Guillaume de Vaudoncourt (Vienna, 24 settembre 1772 – Passy, 2 maggio 1845) è stato un generale, scrittore e storico della guerra francese, figlio del rivoluzionario Paul Guillaume.
Dopo aver servito la Repubblica e l'Impero, seguì le rivoluzioni liberali europee, in particolare in Piemonte, dove fu a capo dell'esercito costituzionale (1821), poi in Spagna, dove tentò un'insurrezione contro l'armata reale francese.